# Ichikai
Ichikai (市貝町 Ichikai-machi?) es un pueblo en la prefectura de Tochigi, Japón, localizado en la parte central de la isla de Honshū, en la región de Kantō. El 1 de marzo de 2021 tenía una población estimada de 11 205 habitantes y una densidad de población de 174 personas por km².

## Geografía
Ichikai se encuentra en el este de la prefectura de Tochigi. El río Kokai fluye a través del pueblo.

## Historia
Las aldeas de Ichihane y Kokai se crearon dentro del distrito de Haga el 1 de abril de 1889. Las dos se fusionaron para formar la villa de Ichikai el 3 de mayo de 1954. Ichikai fue elevada al estatus de pueblo el 1 de enero de 1972.

## Economía
La economía de Ichikai depende en gran medida de la agricultura. También es una comunidad dormitorio para las cercanas Utsunomiya, Mooka y Haga.

## Demografía
Según los datos del censo japonés, la población de Ichikai se ha mantenido estable en los últimos 40 años.
| Gráfica de evolución demográfica de Ichikai entre 1940 y 2015 |
|                                                               |
| Oficina de Estadísticas de Japón                              |